# Tommy Law
Pour les articles homonymes, voir Law.
Thomas Law, couramment appelé Tommy Law, est un footballeur international écossais, né le 1er avril 1908, à Glasgow et décédé le 17 février 1976 . Évoluant au poste de défenseur, il passe la totalité de sa carrière à Chelsea.
Il compte 2 sélections en équipe d'Écosse, faisant notamment partie des Wembley Wizards.

## Biographie

### Carrière en club
Natif de Glasgow, il est formé dans le club junior local de Bridgeton Waverley avant de signer pour le club anglais de Chelsea en mai 1925 au sein duquel il passera la totalité de sa carrière jusqu'en 1939.
Il y jouera son premier match en 1926, s'imposant rapidement comme un titulaire indiscutable en défense, au sein d'une équipe où il côtoie nombre d'autres écossais tels que Hughie Gallacher, Alex Jackson, Andrew Wilson ou Willie Ferguson (en).

### Carrière internationale
Tommy Law reçoit 2 sélections en faveur de l'équipe d'Écosse. Sa première sélection le fait rentrer dans la légende du football écossais car il s'agit de la victoire 5-1 des Wembley Wizards, le 31 mars 1928 à Wembley, contre l'Angleterre en British Home Championship.
Sa deuxième et dernière sélection a lieu le 5 avril 1930, cette fois-ci pour une défaite 2-5, toujours à Wembley, contre l'Angleterre en British Home Championship.
Il n'inscrit pas de but lors de ses 2 sélections.

## Source de la traduction
- (en) Cet article est partiellement ou en totalité issu de l’article de Wikipédia en anglais intitulé « Tommy Law » (voir la liste des auteurs).